# Клоке, Жюль Жермен
Жюль Жермен Клоке́ (фр. Jules Germain Cloquet; 18 декабря 1790 — 23 февраля 1883) — французский врач. Младший брат Ипполита Клоке.
Член Парижской академии наук (1855).

## Биография
Изучал естественные науки в Руане, с 1810 года в Париже. Сперва готовил анатомические препараты для студентов и работал прозектором, но уже в 1817 году защитил диссертацию по проблемам брюшной грыжи на основании более 300 проведенных операций. Параллельно вел офтальмологические исследования, в ходе которых впервые описал стекловидный канал. В 1831—1834 годах — профессор теоретической хирургии, а в 1834—1841 годах — оперативной хирургии.
В 1821 году стал одним из первых членов французской Академии Медицины, а в 1855 году избран членом Академии наук. С 1851 года — лейб-хирург Наполеона III.
Основной труд Клоке — пособие «Анатомия человека» (фр. «Anatomie de l’homme», 1821—1831), фундаментальное издание с почти 1300 иллюстрациями, большинство из которых сделал сам Клоке. Клоке реформировал преподавание теоретической хирургии, построив его в значительной степени на демонстрации рисунков и препаратов. Множество научных работ Клоке посвящены самым разным вопросам, от паразитологии (фр. «Anatomie des vers intestinaux...», 1818) до правил обработки скелета для дальнейшего использования в качестве учебного пособия (фр. «De la squeléttopée», 1818). Клоке также изобрёл ряд хирургических инструментов.
Именем Клоке называются (в латинской анатомической терминологии) бедренная грыжа, бедренная перегородка, стекловидный канал и др.